# Jacynthe (chanteuse)
 (mai 2021).
- Si vous ne connaissez pas le sujet, laissez ce bandeau (vous pouvez alors contacter les auteurs).
- Si vous supprimez le contenu mis en cause (vous pouvez préalablement contacter les auteurs),

argumentez précisément cette suppression dans la page de discussion
(un manque de référence n'est pas un argument ; une recherche réelle de référence doit avoir été effectuée, être formellement documentée).
Pour les articles homonymes, voir Jacynthe et Millette.
 (mai 2013).
Si vous disposez d'ouvrages ou d'articles de référence ou si vous connaissez des sites web de qualité traitant du thème abordé ici, merci de compléter l'article en donnant les références utiles à sa vérifiabilité et en les liant à la section « Notes et références ».
Jacynthe, nom de scène de Jacynthe Millette-Bilodeau, est une chanteuse québécoise née le 13 septembre 1979 à Québec (Canada).

## Carrière
Chanteuse dès l’âge de trois ans, Jacynthe est déterminée à avoir une carrière sur la scène internationale. S’entourant des plus grosses pointures de l’industrie musicale canadienne dès l’âge de 16 ans et japonaise à 19 ans, la chanteuse, auteure et compositrice montréalaise a aujourd’hui cinq albums à son actif en plus d’avoir atteint la première position cinq fois sur les radios du Québec. Elle a gravi également le top 40 à l’échelle nationale dont, notamment, le top 10 avec Look Who’s Crying Now.
Jacynthe est rapidement devenue l’une des artistes pop les plus reconnues des années 1990. Elle fut nommée dans les catégories « Meilleur album dance de l’année » au JUNO Awards de même que « Chanteuse de l’année » au Gala de l’ADISQ. De plus, ses versions de Give it up (enregistrée avec son auteur original Harry Casey de KC and the Sunshine Band) et This is the night la font vite retentir un peu partout au Canada anglais, de Toronto à Vancouver, où on l’invite dans la plupart des talk show du pays. Elle devient le visage des compagnies Johnson & Johnson et Lancaster Italy Watches. Dans la foulée, Fashion Magazine la déclare « Meilleure chanteuse canadienne ». Tournée vers les causes qui lui tiennent à cœur, Jacynthe devient porte-parole pour la Fondation pour l'enfance Starlight Canada.
En 2003, Seize the Day paraît sur Universal Music, produit par Tino Izzo (Céline Dion, Garou) et nous donne Look who’s crying now et Seize the Day qui atteignent le top 10 à l’échelle nationale.
En 2004, elle participe à la série de téléréalité La vie rurale avec la productrice et chanteuse Anne-Marie Losique. Les deux jeunes femmes de la ville y font la découverte de la vie à la ferme et en campagne.
En 2005-2006, Jacynthe prend part à la tournée américaine du spectacle Delirium, l’extraordinaire odyssée musicale du Cirque du Soleil.
En 2007, l’artiste, avec le concours de la fondation Voyage de Rêve, se joint à une équipe de médecins, d’infirmières et de bénévoles dédiés pour un périple d’aide humanitaire.
En juillet 2008, elle met le cap sur la Russie et l’Europe où elle est notamment invitée à représenter le Canada à un populaire festival russe, retransmis à la télévision et vu par plus de 175 millions d’auditeurs.
En janvier 2009, elle enregistre, en Italie, deux titres avec l’artiste Alessandro Ristori (des disques Don’t Worry Records, propriété de Rolando D’Angeli) qui l’invitera du coup à chanter à ses côtés et tourner un clip pour sa reprise de la pièce These Boots Are Made for Walkin', destinée aux marchés italien, russe et japonais.
Après avoir écrit, coproduit et enregistré en Suède avec Maria Marcus et Niclas Lundin, Jacynthe a finalement lancé son nouvel album Dévoile qui tu es, et quatre extraits radio ont fait le TOP 10 BDS du Palmarès de l’ADISQ. De plus, Jacynthe a écrit et chanté la version française de la chanson Feel avec Victoria Duffield, qu'elles ont chanté en duo à l'Anti Gala Karv 2012 de Vrak TV. Jacynthe a fait plusieurs spectacles de grande envergure, tout particulièrement celui en première partie de Pitbull à L’International de montgolfières de Saint-Jean-sur-Richelieu devant plus de 90 000 personnes.
Après une longue carrière dans la chanson, elle devient enseignante d'anglais au primaire à Laval, à l'école Paul VI, aujourd'hui appelée Bois Joli.
Le 26 mai 2021, elle annonce qu'elle sera candidate au poste de conseillère municipale dans quartier lavalois de Vimont lors de l'élection municipale du 7 novembre 2021. Elle représentera le parti Action Laval.

## Discographie

### Singles
- I Got What It Takes
  - One More Time
  - Give It Up
  - Don't Let Me Down
  - Try My Love
  - This Is the Night
- Entends-tu mon cœur
  - À chaque fois
  - Entends-tu mon cœur
  - Give It Up
  - Don't Let Me Down
  - Encore une fois
  - I'll Be
- 12-25
  - Vive le vent
- Seize the Day
  - Look Who's Crying Now
  - Seize the Day
  - Undecided
  - Need You Tonight (reprise de INXS)
- Dévoile qui tu es
  - L'espion
  - Don't Touch Those Faders
  - Dévoile qui tu es
  - Stéréo
- Music to the Sound
  - Locked Down
  - Music to the Sound
  - Born to Love You
  - Who Needs Love